# Imma lyrifera
Imma lyrifera är en fjärilsart som beskrevs av Edward Meyrick 1910. Imma lyrifera ingår i släktet Imma och familjen Immidae. Inga underarter finns listade i Catalogue of Life.